# Schaatsmeiden.nl
Schaatsmeiden.nl is een Nederlandse combi-marathonschaatsploeg van twee subploegen onder leiding van Jack de Rijke.
Het damesteam stond aanvankelijk onder leiding van Jan Andries de Vries als Team mkbasics.nl, gesponsord door mkbasics.nl, een arbodienstverlener.
Vanaf seizoen 2010/2011 is het team vernieuwd qua opzet. Wieteke Cramer maakte de overstap van langebaanschaatsen naar de marathon en richtte vanaf seizoen 2012/2013 het schaatsteam zich ook op de langebaan. Ook werd de ploeg gesplitst in team MKBasics.nl en team Palet Schilderwerken. Beide teams vormde de combi-ploeg Schaatsmeiden.nl. Op 8 april 2013 werd bekend dat Carla Zielman de ploeg komt versterken. Daarnaast hebben Cramer en Mireille Reitsma besloten te stoppen.

## 2015/2016
De volgende dames maken deel uit van  Schaatsmeiden.nl:
| Team mkbasics.nl   | Team Palet Schilderwerken |
| ------------------ | ------------------------- |
| Eva Lagrange       | Imke Vormeer              |
| Nicky van Leeuwen  | Corina Dijkstra           |
| Iris van der Stelt | Ineke Dedden              |
| Elma de Vries      | Jade van der Molen        |